# Les Parau Parau
Les Parau Parau (títol en tahitià amb l'article francès), La xerrada o Les xerraires, és un quadre del pintor Paul Gauguin fet el 1891, una de les primeres obres en la seva primera estada a Tahití. Es conserva al Museu de l'Hermitage de Sant Petersburg. Es coneix per la referència núm. 435 del catàleg de Wildenstein.
En tahitià parau vol dir «paraula», i la repetició és un augmentatiu. La traducció és «xerrada» o «conversa». Gauguin ho tradueix com Paroles, Paroles (paraules, paraules), i en el catàleg Wildenstein-Cogniat s'introdueix una segona traducció: Les potins (les xafarderes o les xerraires).
Un grup de tahitianes assegudes en cercle estan embrancades tranquil·lament en una conversa. Gauguin les retrata de forma distanciada, sense un primer pla i integrades en el colorit del seu entorn. Ell mateix ho descriu d'aquesta forma: «a l'aire lliure i tanmateix en la intimitat, sota els ombrívols arbres, amb dones murmurant en un gegantesc palau que ha estat decorat per la mateixa natura. Per això aquests colors fabulosos, aquest aire ardent i tot i així suau i atenuat». Gauguin tracta el motiu de la xerrada com una representació del ritme de vida de la Polinèsia.

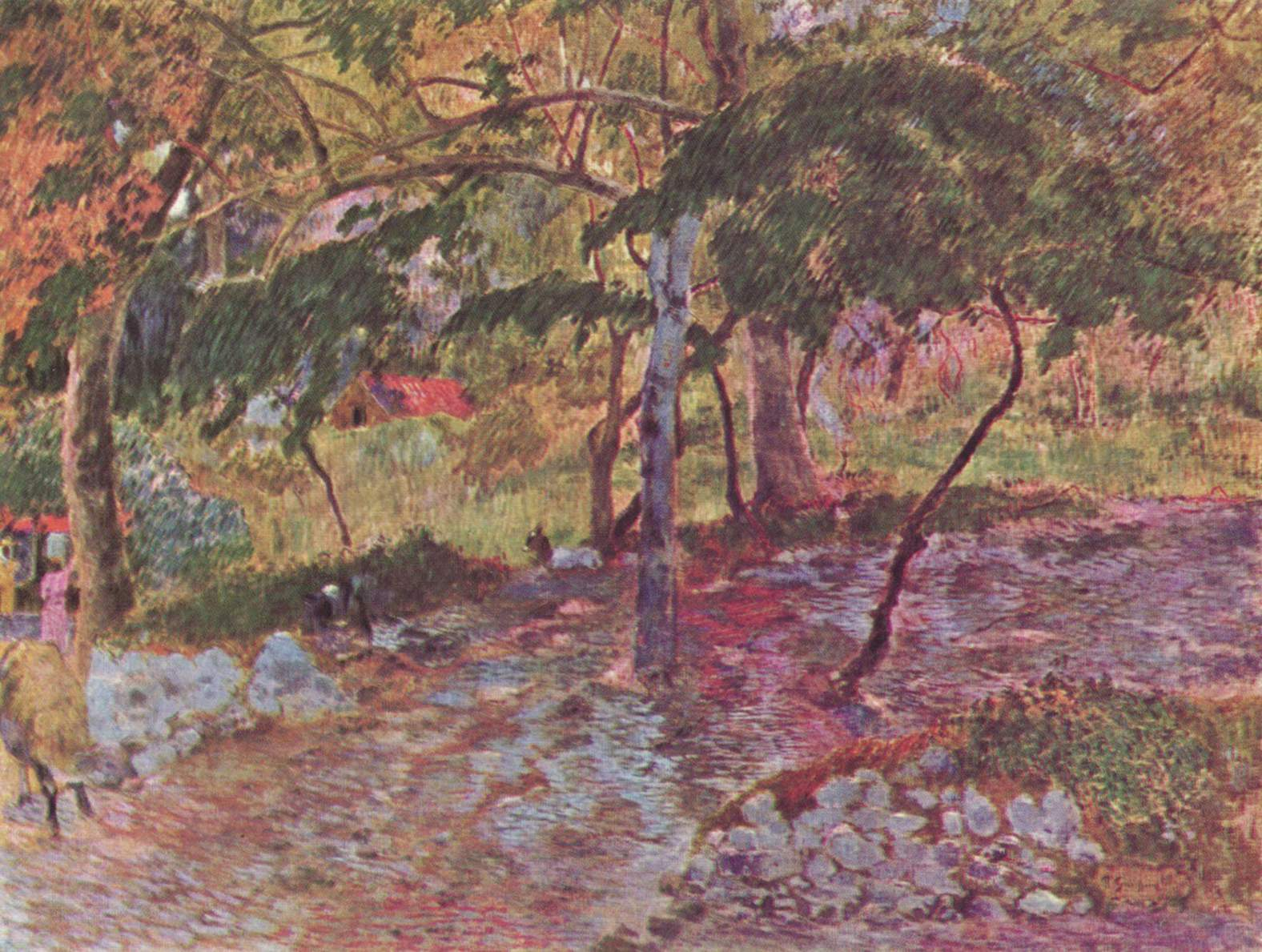
Paisatge de Martinica (1887)

El quadre recorda els paisatges que havia fet de Martinica quatre anys enrere, amb una textura rica i un estil de tapisseria. Els colors i contorns estan suavitzats, la llum està moderada per una atmosfera que sembla penetrar les figures, el terra i els arbres, polint les formes mentre conserva el disseny.

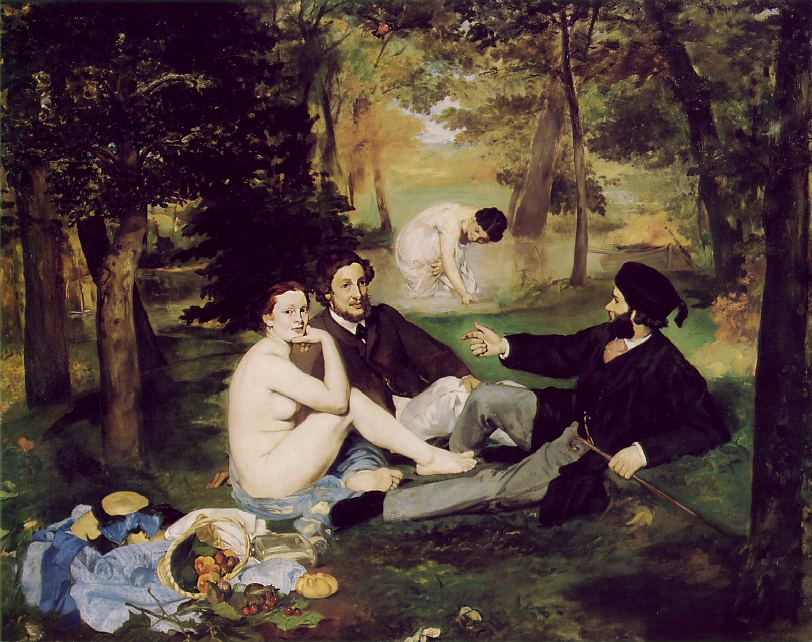
Le déjeuner sur l'herbe (1863), Édouard Manet

La composició del quadre té els mateixos trets estructurals del conegut Le déjeuner sur l'herbe d'Édouard Manet (1863), però el context és totalment nou i inusual. La dona despullada és substituïda per dones tahitianes decorosament vestides amb les mussolines dels missioners, l'ambient és exòtic i els colors lluminosos i revolucionaris.

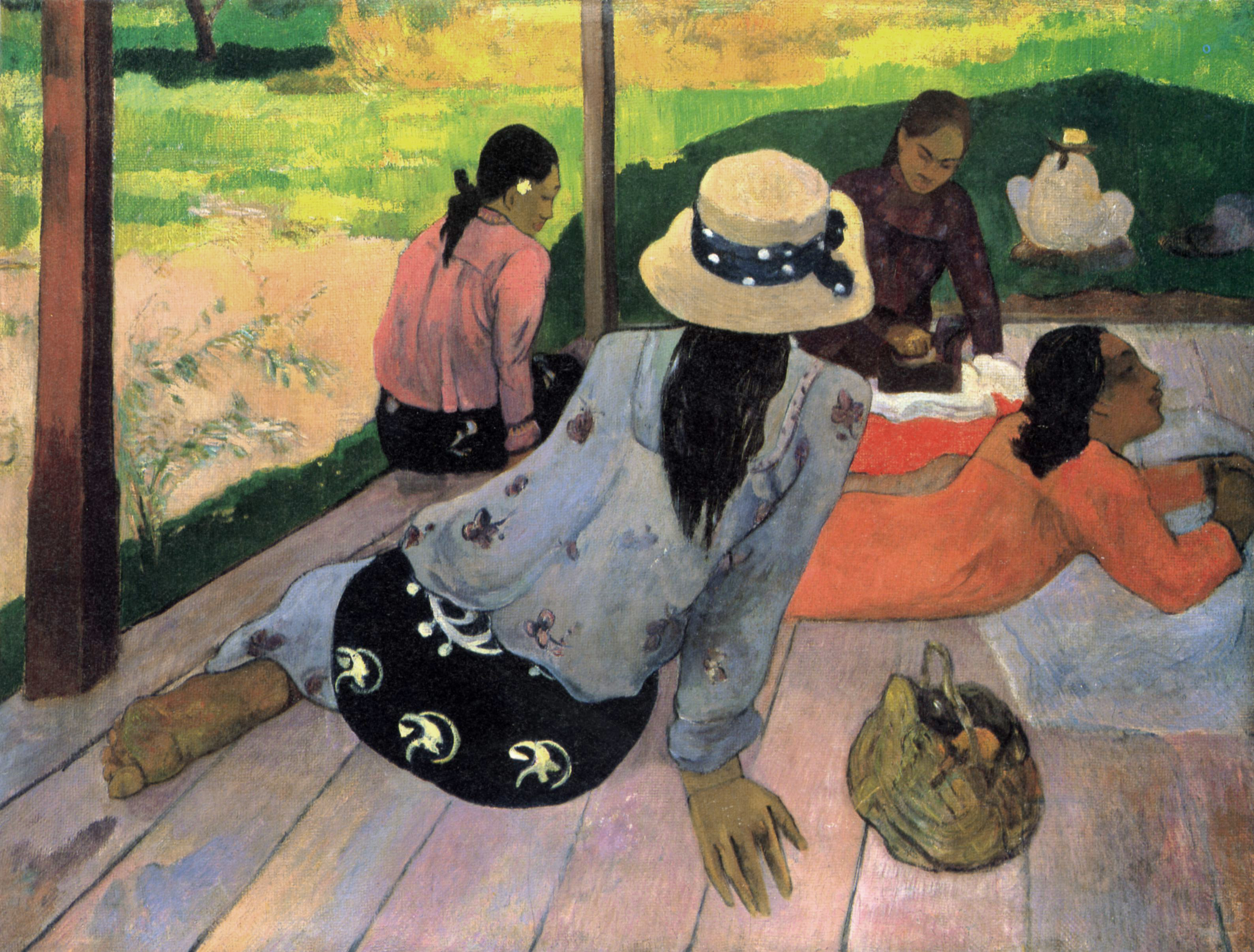
La migdiada (1894)

El grup de dones assegudes a terra el va tornar a pintar a Parau Parau (1892), pràcticament amb el mateix títol i amb una de les figures idèntica, i recorda també la composició de La migdiada (1894), en aquesta ocasió assegudes en un porxo i on reprodueix una de les figures de Parau Parau.